# Fungisterol
Fungisterol es un bioactivo esterol producido por ciertos hongos.